# 瀧村直樹
瀧村 直樹（たきむら なおき、7月28日 - ）は、日本の男性声優。愛知県出身。ALBA所属。

## 来歴
東京国際大学人間社会学部福祉心理学科卒業。
パフォーミング・アート・センターに入学後、サーキットトレーニングやダンスレッスン、演技基礎等を学んだ。卒業公演の「HOT DOGS」で主役を務めた。卒業後、オフィスPAC預かりとなった。
2015年にALBAへ移籍した。

## 出演

### テレビアニメ
2014年
- ガンダム Gのレコンギスタ（トリーティ）
- 牙狼-GARO- -炎の刻印-

2015年
- アクエリオンロゴス
- ルパン三世 PART IV（警官B）

2016年
- 機動戦士ガンダムUC RE:0096（連邦兵）
- ユーリ!!! on ICE（高橋〈解説〉）

2017年
- ロクでなし魔術講師と禁忌教典（レイク＝フォーエンハイム）

2018年
- ルパン三世 PART5（ブロリー）

2019年
- ルパン三世 プリズン・オブ・ザ・パスト（監獄所員B）

2020年
- 啄木鳥探偵處（社員）

2022年
- 平家物語（武士2）

### 劇場アニメ
- Gのレコンギスタ I 行け！コア・ファイター（2019年、トリーティ）
- 機動戦士ガンダム 閃光のハサウェイ（2021年、通信士）

### Webアニメ
- 無限の住人-IMMORTAL-（2019年 - 2020年、遠野、品田）
- 日本沈没2020（2020年、父親、緊急地震速報）
- TIGER & BUNNY 2（2022年、広告ナレーション）

### ゲーム
2013年
- パペッティア
- 逆転裁判5
- ダンボール戦機ウォーズ
- ライトニング リターンズ ファイナルファンタジーXIII

### 吹き替え
- アーリーマン 〜ダグと仲間のキックオフ!〜
- スター・ウォーズ/最後のジェダイ
- スーパーマンIII/電子の要塞 ※WOWOW追加収録版
- 007 スペクター（Qの助手）
- チャーリーズ・エンジェル（セイント〈ルイス・ヘラルド・メンデス〉[3]）
- ディセンダント（ジェイ〈ブーブー・スチュワート〉）
  - ディセンダント2
  - ディセンダント3
- トムとジェリー（ジョー・バック[4]）
- ベター・コール・ソウル
- BLACK LIST
- ネイルサロン・パリス
- クリミナルマインド8
- クリミナルマインド9
- メジャークライムス2
- キリング2
- グッド・ワイフ4
- ホームランド3
- ASTEROID VS EARTH
- スーパーマン
- ポーンスターズ
- ラスト・クライム 華麗なる復讐（ロマン）
- プーと大人になった僕